# Cementerio paleocristiano de Tarragona
El cementerio paleocristiano de Tarragona es un conjunto funerario de época tardorromana de mediados del siglo III ubicado fuera del casco urbano, cerca del río Francolí, que perdura hasta el siglo V. Es el cementerio paleocristiano más importante del Mediterráneo Occidental. Es una de las localizaciones del Lugar Patrimonio de la Humanidad denominado Conjunto arqueológico de Tarraco, en concreto identificado con el código 875-008.
El cementerio de Tarraco surgió en torno a una basílica martirial dedicada a San Fructuoso y sus dos diáconos. La basílica documentada, constaba de tres naves y cabecera con ábside exterior. Posteriormente se añadieron algunas cámaras funerarias y un baptisterio. Los restos de esta basílica desaparecieron para dejar paso a la construcción de la «Fábrica de Tabacos de Tarragona» durante la primera mitad del siglo XX.
La tipología de los sepulcros es muy variada y va desde entierros simples con ánfora o teja (tegulae) hasta los mausoleos, pasando por una gran diversidad de sarcófagos, algunos de procedencia norteafricana, o en ataúdes de madera. Una pieza que hay que significar es la muñeca de marfil, datada del siglo IV, que apareció dentro de un sarcófago con los restos de una niña de unos seis años. Mide 23 cm de altura y está articulada por los hombros, codos, caderas y rodillas. Todo ello permite adentrarse en la esencia de la sociedad cristiana de Tarraco.